# Clavularia notanda
Clavularia notanda är en korallart som beskrevs av Tixier-Durivault 1964. Clavularia notanda ingår i släktet Clavularia och familjen Clavulariidae. Inga underarter finns listade i Catalogue of Life.